# Canciller mayor de Castilla

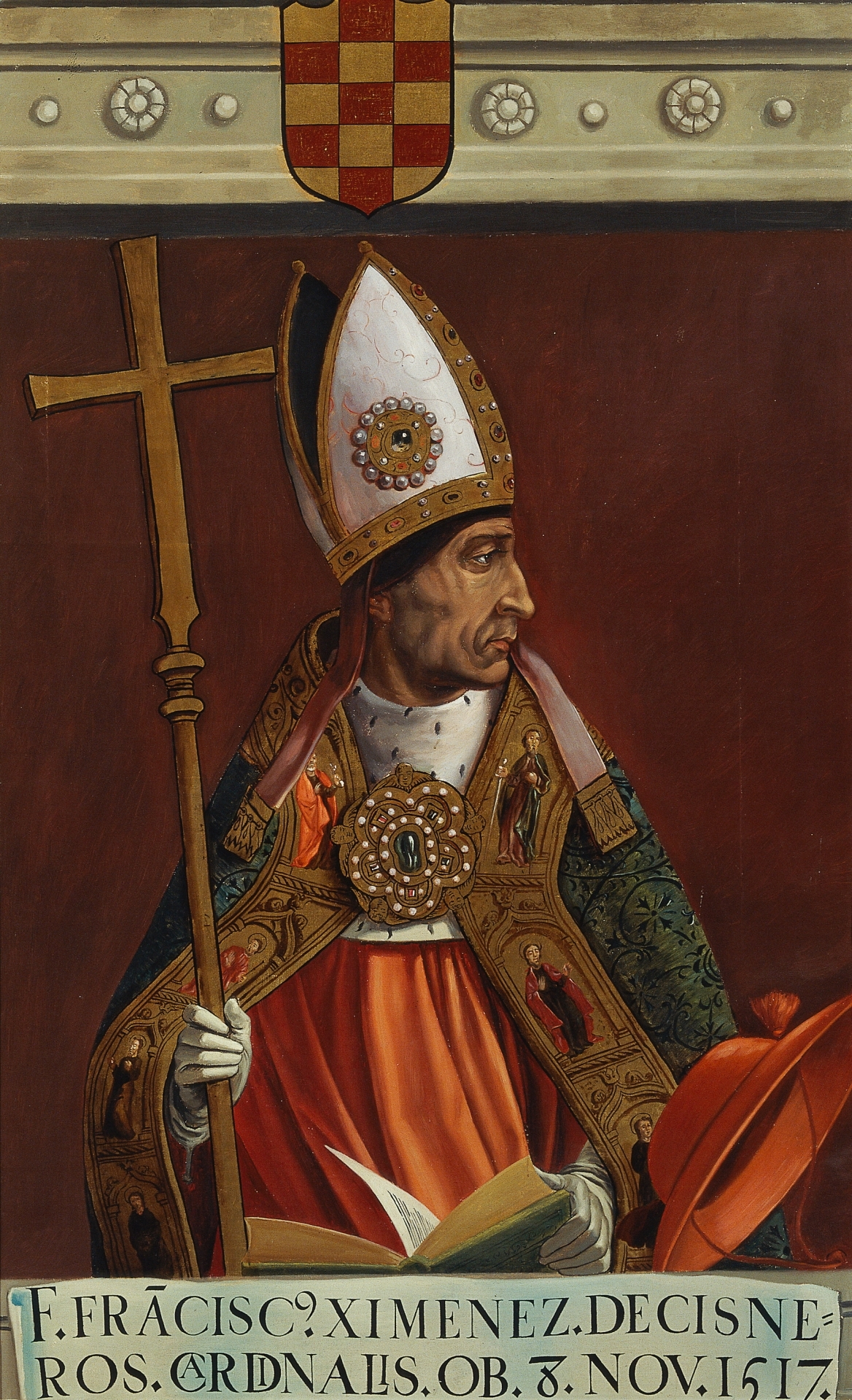
El cardenal Cisneros, arzobispo de Toledo, Primado de España y canciller mayor de Castilla

El Canciller mayor de Castilla era un oficial de alto rango de la Corona de Castilla. 

## Historia
Tenía el mismo rango que el presidente del Consejo de Castilla antes de la planta judicial establecida por Enrique III. El canciller de Castilla se llamó también maestro del real archivo porque tenía en su poder el sello y privilegios reales. El canciller de Castilla no solo sellaba todas las provisiones y cartas reales, sino que conocía judicialmente de diferentes negocios y recibía y aprobaba los escribanos o notarios que despachaban con los oidores de la Chancillería, con los alcaldes de provincia o de apelaciones y con los de hijosdalgo.
En 1206 Alonso VIII concedió la futura de la cancillería de Castilla al arzobispo de Toledo Martín López de Pisuerga, aunque este no llegó a ejercer por haber muerto antes que el canciller titular Diego García; desde entonces los arzobispos de Toledo asumieron el cargo como inherente a su dignidad, sirviéndolo por sí mismos cuando se hallaban en la corte y por medio de tenientes cuando estaban fuera de ella, hasta que Gil Carrillo de Albornoz, enemistado con Pedro I "el cruel", se exilió en Aviñón. A partir de entonces, aunque se nombraba Canciller a otras personalidades, los arzobispos de Toledo continuaron apellidándose cancilleres de Castilla aunque no ejercieran en realidad el cargo.
Con la creación en 1402 del Consejo Real por Enrique III, el título quedó relegado a un título honorífico, asignando sus funciones al presidente del Consejo. Por designio de los Reyes Católicos se asoció al Arzobispo Primado de Toledo.